# Jovana Preković
Jovana Preković (serbisch-kyrillisch Јована Прековић; * 20. Januar 1996 in Arandelovac) ist eine serbische Kumite-Karateka. Bei den Olympischen Spielen 2020 in Tokio, wo Karate erstmals olympisch war, gewann sie in der Gewichtsklasse bis 61 kg die Goldmedaille. Außerdem wurde sie einmal Weltmeisterin und zweimal Europameisterin.

## Biografie
Jovana Preković kam in der Schweiz zur Welt, wo ihre Eltern arbeiteten. Nachdem sie die ersten Monate ihres Lebens dort verbracht hatte, wuchs sie mit ihrer älteren Schwester bei den Großeltern in Aranđelovac auf. Ihre Eltern und zwei jüngere Geschwister kehrten später zurück. Preković begann im Alter von vier Jahren mit dem Karate und wird seither von derselben Trainerin betreut.
2017 konnte Preković ihre ersten internationalen Erfolge feiern. Nach den ersten Podestplätzen in der Premier League gewann sie in Samsun den Europameistertitel in der Gewichtsklasse bis 61 kg. Im Rahmen der Heimeuropameisterschaft in Novi Sad im folgenden Jahr trat sie in der Einzelkonkurrenz nicht an und konnte ihren Titel daher nicht verteidigen. Im November 2018 holte sie auch bei der Weltmeisterschaft in Madrid die Goldmedaille. Bei der Europameisterschaft in Guadalajara kam sie über Platz 19 nicht hinaus und bei den Europaspielen in Minsk musste sie sich mit Platz fünf begnügen. 2021 gewann Preković zwei Premier-League-Wettkämpfe und wurde in Poreč zum zweiten Mal Europameisterin.
Bei den COVID-19-bedingt um ein Jahr nach hinten verlegten Olympischen Spielen von Tokio gewann Jovana Preković 2021 Gold. Im Finalkampf im Nippon Budōkan setzte sie sich gegen die Chinesin Yin Xiaoyan durch. Während der Schlussfeier war sie die Fahnenträgerin ihrer Nation.

## Erfolge
Alle Wettkämpfe in der Gewichtsklasse bis 61 kg.
2021
- 1. Platz Olympische Sommerspiele 2020 in Tokio
- 1. Platz Europameisterschaft in Poreč
- 1. Platz Karate1 Premier League in Istanbul
- 1. Platz Karate1 Premier League in Lissabon

2019
- 2. Platz Karate1 Premier League in Shanghai
- 3. Platz Karate1 Premier League in Moskau

2018
- 1. Platz Weltmeisterschaft in Madrid
- 2. Platz Karate1 Premier League in Dubai
- 3. Platz Karate1 Premier League in Tokio

2017
- 1. Platz Europameisterschaft in Samsun
- 1. Platz Karate1 Premier League in Paris
- 3. Platz Karate1 Premier League in Rotterdam